# Lavau-sur-Loire

Localització de Lavau-sur-Loire

Lavau-sur-Loire (en bretó Gwal-Liger) és un municipi francès, situat a la regió de país del Loira, al departament de Loira Atlàntic, que històricament va formar part de la Bretanya. L'any 2006 tenia 733 habitants. Limita amb La Chapelle-Launay, Savenay, Bouée i Frossay.

## Demografia
| 1962                                       | 1968 | 1975 | 1982 | 1990 | 1999 |
| ------------------------------------------ | ---- | ---- | ---- | ---- | ---- |
| 400                                        | 461  | 442  | 555  | 637  | 614  |
| Des de 1962: població sense dobles comptes |      |      |      |      |      |

## Administració
| Període   | Identitat               | Partit |
| --------- | ----------------------- | ------ |
| 1971-1995 | Jean Ardeois            |        |
| 1995-2001 | Marie-Christine Veillet |        |
| 2001-2008 | Henri Mauxion           |        |
| 2008-     | Christian Biguet        |        |

## Galeria d'imatges

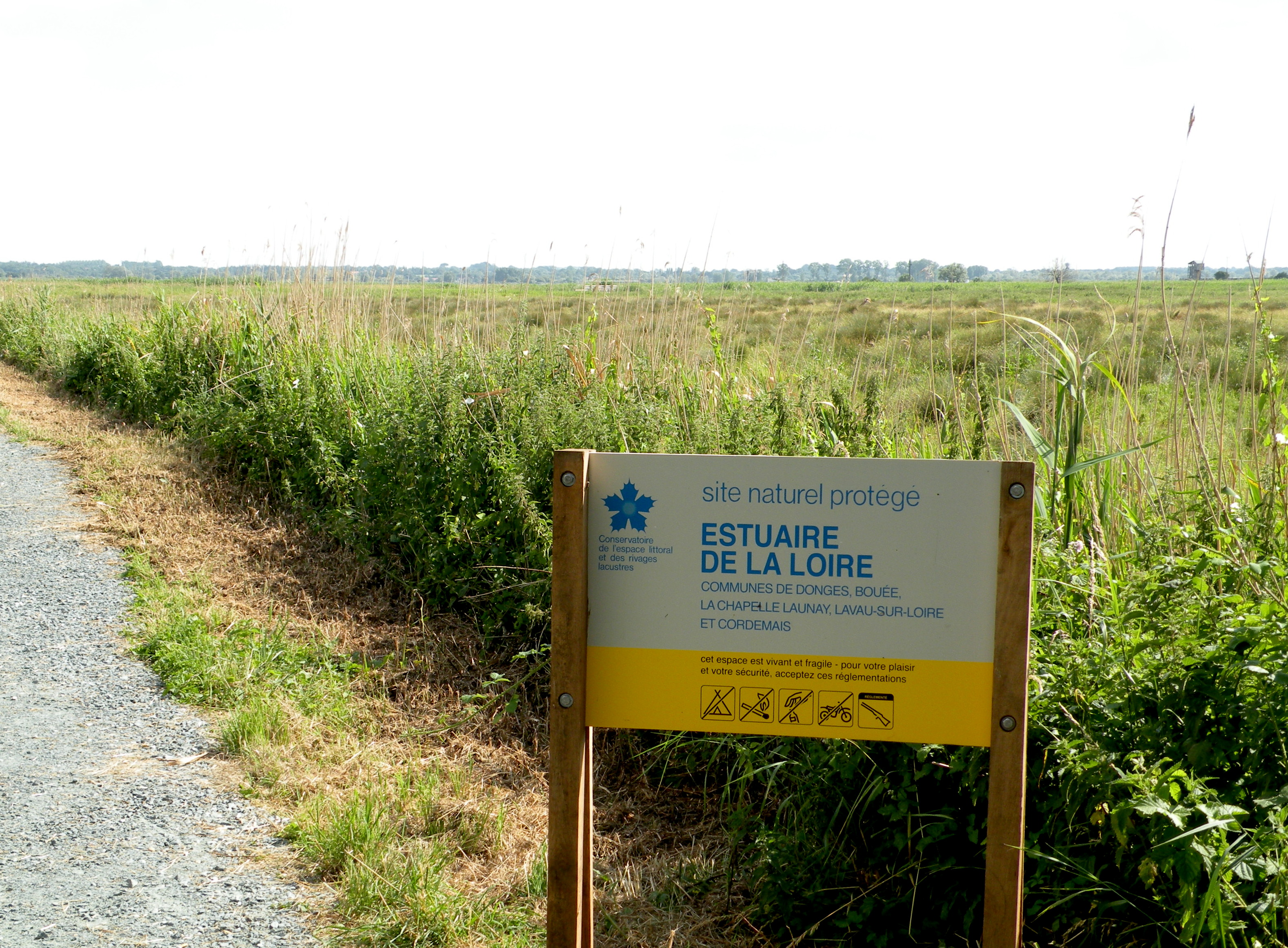
Els aiguamolls de l'estuari de la Loira
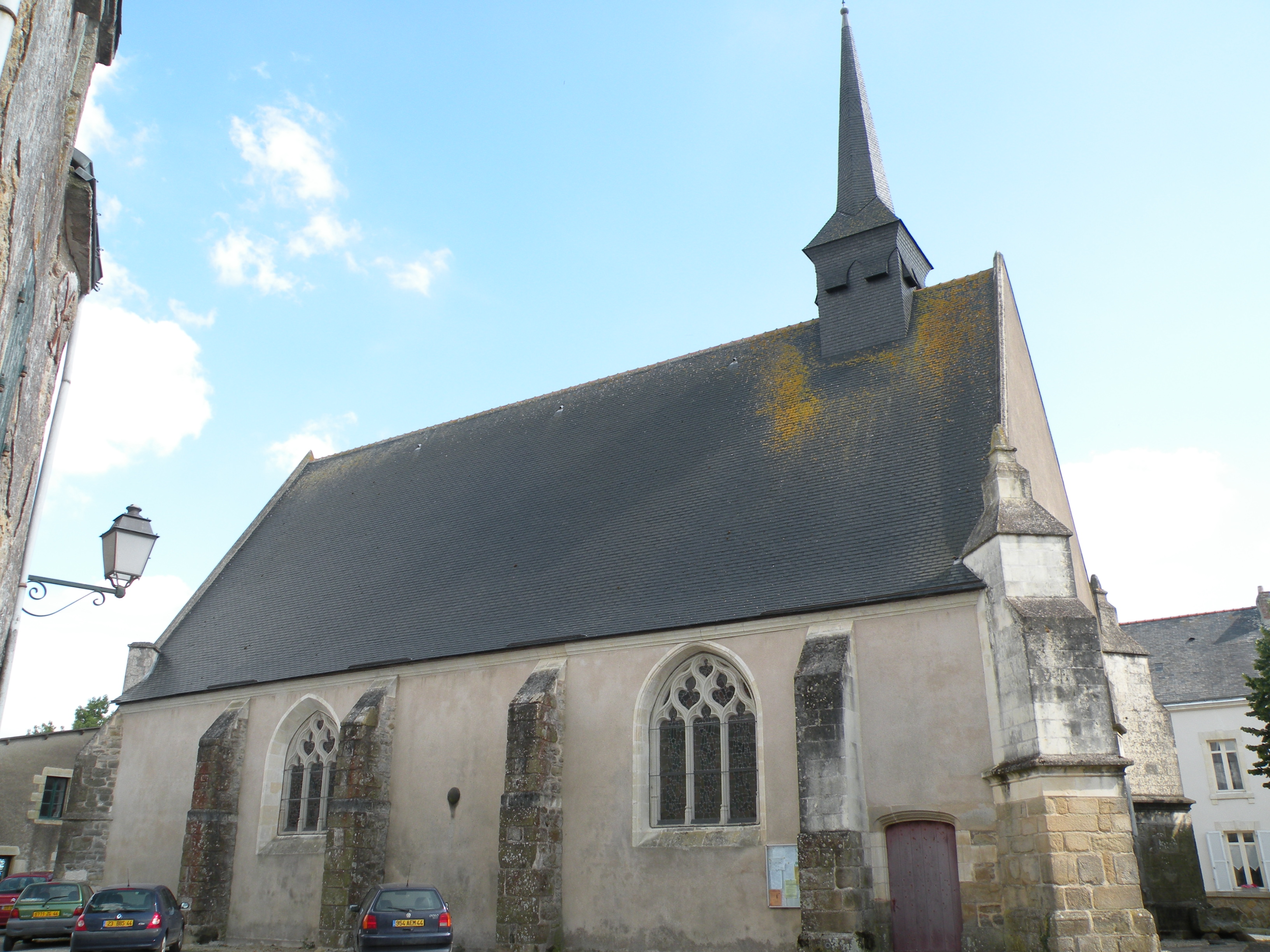
L'església Saint-Martin
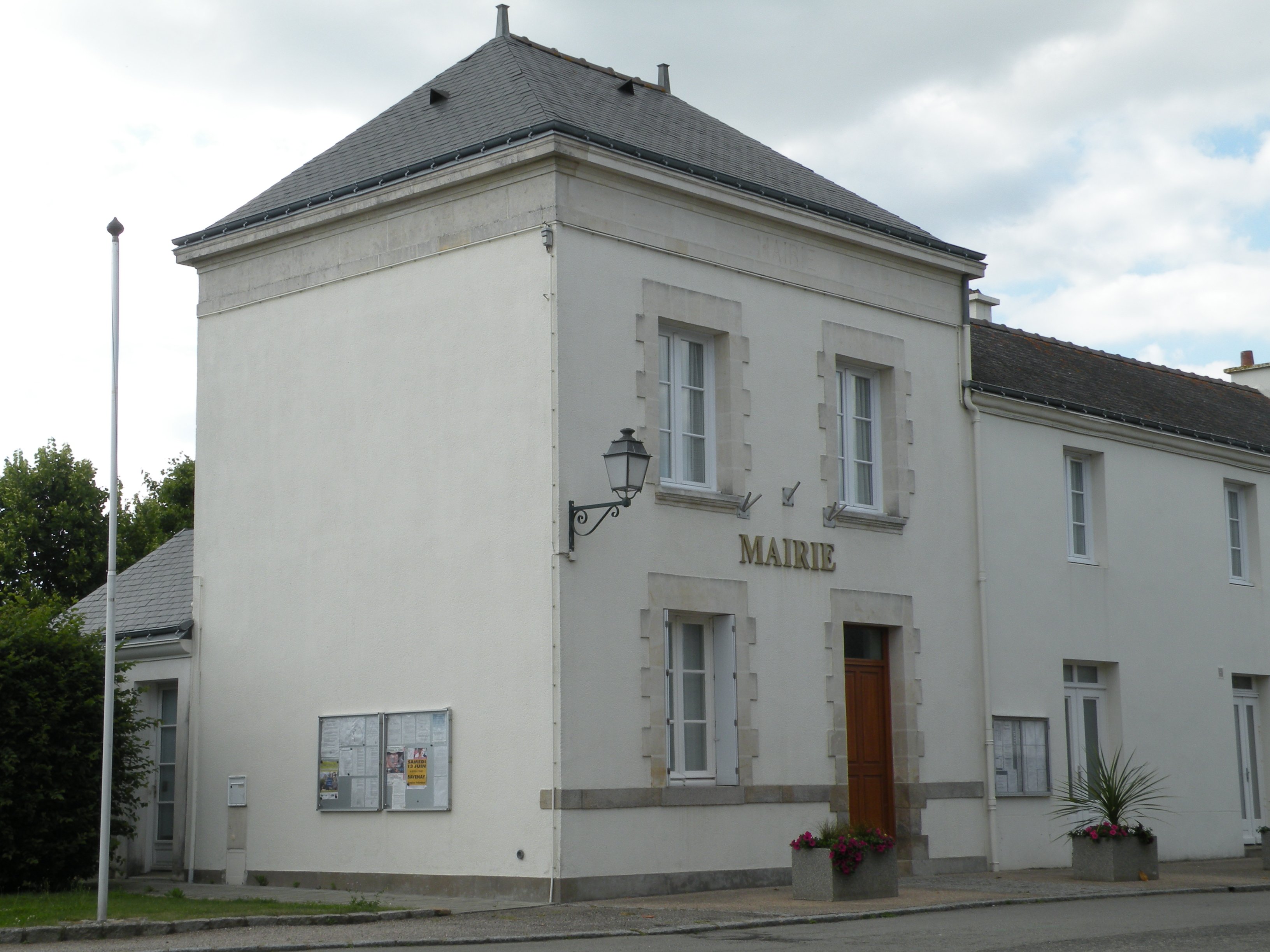
L'alcaldia